# Витебская наступательная операция
Витебская наступательная операция — фронтовая наступательная операция советских Западного и 1-го Прибалтийского фронтов в ходе Великой Отечественной войны, проводившаяся 3 февраля — 13 марта 1944 года.

## Предыстория и план операции
В октябре-декабре 1943 года советские фронты на западном направлении пытались выполнить приказ Ставки Верховного Главнокомандования по разгрому немецкой группы армий «Центр» и выйти на линию Вильнюс — Минск. На ряде направлений удалось нанести противнику локальные поражения (Городокская операция, Невельская операция, Гомельско-Речицкая операция), на других наступление окончилось неудачей (Оршанская операция), но в целом эти операции не переросли в стратегическое наступление, немецкая оборона на центральном участке советско-германского фронта выдержала натиск советских войск.
На витебском направлении после разгрома севернее Городка группировки немецких войск, войска 1-го Прибалтийского фронта перерезали железную дорогу Полоцк — Витебск и заняли охватывающее положение с севера по отношению к витебской группировке противника. Тогда Ставка Верховного Главнокомандования привлекла к операции и Западный фронт, передав в его состав 39-ю армию из 1-го Прибалтийского фронта. Ввиду неудачи предыдущих операций, несколько сокращенные задачи были поставлены в директиве Ставки ВГК № 220011 от 18 января 1944 г.
Однако надлежащей подготовки к операции войска произвести не имели возможности. Так, Западный фронт перед началом операции дважды переходил в наступление, пытаясь прорвать немецкую оборону: с 23 декабря 1943 по 6 января 1944 года на витебском направлении (фронт продвинулся до 12 километров, вынудив противника оставить первый оборонительный рубеж, потеряв убитых — 6692 человека, раненых — 28 904 человека, всего 35 596 человек), и на богушевском направлении с 8 по 24 января, продвинувшись на 2—4 километра (потери составили убитых — 5517 человек, раненых — 19 672 человека, всего — 25 189 человек). Таким образом, вместо накопления сил для операции войска растрачивали их.

## Силы сторон

### РККА
1-й Прибалтийский фронт (командующий генерал армии И. Х. Баграмян):
- 4-я ударная армия (командующий генерал-лейтенант П. Ф. Малышев)
- 11-я гвардейская армия (командующий генерал-лейтенант К. Н. Галицкий)
- 43-я армия (командующий генерал-лейтенант К. Д. Голубев)
- 5-й танковый корпус (командир генерал-майор танковых войск М. Г. Сахно)
- 3-я воздушная армия (СССР) (командующий генерал-лейтенант авиации Н. Ф. Папивин)

Западный фронт (командующий генерал армии В. Д. Соколовский):
- 5-я армия (командующий генерал-лейтенант Н. И. Крылов)
- 31-я армия (командующий генерал-лейтенант В. А. Глуздовский)
- 33-я армия (командующий генерал-полковник В. Н. Гордов)
- 39-я армия (в ходе операции передана на 1-й Прибалтийский фронт, командующий генерал-майор Н. Э. Берзарин)
- 49-я армия (командующий генерал-лейтенант И. Т. Гришин)
- 2-й гвардейский Тацинский танковый корпус (командир генерал-майор танковых войск А. С. Бурдейный)
- 1-я воздушная армия (командующий генерал-лейтенант авиации М. М. Громов)

### Вермахт
Войска группы армий «Центр» (командующий генерал-фельдмаршал Эрнст Буш):
- 3-я танковая армия (командующий генерал танковых войск Георг Ганс Рейнгардт)
- 6-й воздушный флот (генерал-полковник Роберт фон Грейм)

## Ход операции
3 февраля 1944 года советские войска перешли в наступление на витебском направлении. При этом армии Западного фронта наступали южнее Витебска, а 1-й Прибалтийский фронт наступал на город с востока и охватывал его с севера. Придавая большое значение удержанию Витебска, Гитлер объявил его «крепостью» и приказал удерживать до последнего человека. Это наступление привело только к частичным успехам — 1-й Прибалтийский фронт вынудил противника оставить передовой оборонительный рубеж и с тяжёлыми боями медленно продвигался к западу, отражая непрерывные контратаки противника. На Западном фронте удалось продвинуться всего на 4 километра. 16 февраля наступление было временно приостановлено. Войска понесли большие потери.
Спешная и неподготовленная попытка охватить витебскую группировку глубоко с юга, с оршанского направления, не дала результата — с 22 по 25 февраля немецкие войска отбили новую попытку наступления.
С 29 февраля 1944 года советские войска возобновили наступление на витебском направлении. Новые тяжёлые бои также не принесли перелома. Однако непрерывный натиск советских войск вынудил немецкое командование группы армий «Центр» израсходовать почти все свои резервы. Сложилась критическая ситуация, для выхода из которой Буш с трудом добился от Гитлера разрешения отвести войска на внешний оборонительный обвод Витебска. Преследуя противника, 1-й Прибалтийский фронт глубоко обошёл Витебск с севера, заняв нависающее положение над немецкой группировкой в районе города. На Западном фронте южнее Витебска наступление вновь ограничилось вклинением в немецкую оборону от 2 до 6 километров. Попытка вторично нанести удар в районе Орши с 5 по 9 марта окончилась без результата. Войска были вынуждены перейти к обороне.

## Итоги операции
В ходе операции её основные задачи выполнены не были. Советские войска не смогли не только прорваться к Минску, но и овладеть Витебском. Тем не менее, оборонявшаяся в районе города 3-я немецкая танковая армия понесла большие потери и вынуждена была ввести в бой все свои резервы. Войска 1-го Прибалтийского фронта глубоко охватили витебскую группировку противника, создав условия для её последующего разгрома в Витебско-Оршанской операции в июне 1944 года. Действия Западного фронта были признаны неудачными. Потери советских войск в этой операции были очень велики: 27 639 человек безвозвратные и 107 373 человека санитарные, общие потери составили 135 012 человек.
Немецкий генерал Курт фон Типпельскирх оценивает ситуацию под Витебском в начале 1944 года так:

«На этот раз немецким войскам пришлось до предела напрягать все свои силы, чтобы удержать оборону северо-западнее и юго-восточнее города, где она неоднократно находилась на грани прорыва. Хотя при этом немцы понесли тяжёлые потери, однако им удалось не допустить решающих прорывов противника, бросившего в наступление пятьдесят три стрелковые дивизии, десять танковых бригад и три артиллерийские дивизии. Но силы немногочисленных немецких дивизий, державших оборону по широкой 70-километровой дуге вокруг Витебска, были истощены».

## Последствия операции
Безуспешные действия командования Западного фронта в этой и предыдущей Оршанской операциях повлекли прибытие на фронт комиссии Государственного Комитета Обороны во главе с Г. М. Маленковым (члены — генерал-полковник А. С. Щербаков, генерал-полковник С. М. Штеменко, генерал-лейтенант А. А. Кузнецов, генерал-лейтенант А. И. Шимонаев). По итогам работы комиссия представила И. В. Сталину доклад от 11.04.1944 года, где действия командования были подвергнуты разгромной критике. В вину В. Д. Соколовскому было поставлено планирование операций без учёта опыта войны (прорыв немецкой обороны силами каждой армии самостоятельно на узких участках, ввод в бой танковых сил непосредственно в полосе обороны, недостаточная подготовка операций), неумение наступать при значительном превосходстве в силах над обороняющимся противником, неграмотное использование артиллерии, плохая разведподготовка наступления, ненадлежащее взаимодействие родов войск в бою, проведение многократных неподготовленных и поспешных атак на одних рубежах с огромными потерями. Критике подвергся и ряд других военачальников, в первую очередь командующий 33-й армией В. Н. Гордов.
По результатам рассмотрения дела Западный фронт был реорганизован. За неудачи в Оршанской и Витебской наступательных операциях, приказом Ставки ВГК от 12 апреля 1944 года № 220076 командующий Западным фронтом генерал армии Соколовский, командующий артиллерией фронта генерал-полковник артиллерии И. П. Камера и начальник разведотдела фронта полковник Ильницкий были сняты с должностей. Ряд других командиров получили взыскания.
Вместе с тем нельзя не отметить вину самого Верховного Главнокомандующего и Генерального штаба РККА в провале наступления. Планируя глубокие прорывы немецкой обороны с далеко идущими целями, они не обеспечили войска надлежащими средствами усиления. Сами стрелковые и танковые части после тяжёлых потерь в предшествующих боях почти не пополнялись и были измотаны. Достаточного времени на подготовку войск выделено не было.
Операции четырёх фронтов не были согласованы между собой и не координировались в ходе боёв, хотя по существу имели единую цель. Противник использовал нескоординированные действия советских фронтов, грамотно маневрируя имеющимися у него ограниченными силами.
Выводы из неудачных операций советских войск на центральном направлении зимой 1943—1944 годов были сделаны и учтены при подготовке Белорусской стратегической операции летом 1944 года, завершившейся разгромом группы армий «Центр».